# Johann Brotan
Johann Brotan (* 24. Juni 1843 in Klattau; † 20. November 1918 in Wien) war ein österreichischer Maschinenbauingenieur.
Johann Brotan studierte am Polytechnischen Institut in Wien.
Er arbeitete beim Staatstelegrafenbau, bei der Theiss-Eisenbahn-Gesellschaft, der Ungarischen Ostbahn und bei der Lemberg-Czernowitz-Jassy-Eisenbahn, bevor er 1890 zur kkStB kam. 1893 war er als Ingenieur im Zugförderungsdienst der K. k. Eisenbahn-Betriebs-Direction Villach angestellt.
1902 wurde er Vorstand der kkStB-Werkstätte in Gmünd, später der Werkstätte am Wiener Westbahnhof.
1912 wurde er pensioniert.
Bekannt wurde er durch die Erfindung eines Dampflokomotivkessels mit einer Feuerbüchse, deren Wände mit Wasserröhren ausgeführt waren, der als Brotankessel bekannt wurde. Die Konstruktion eignete sich besonders für das Verbrennen von schwefelhaltiger Kohle, weil sie keine kupferne Feuerbüchse hatte.

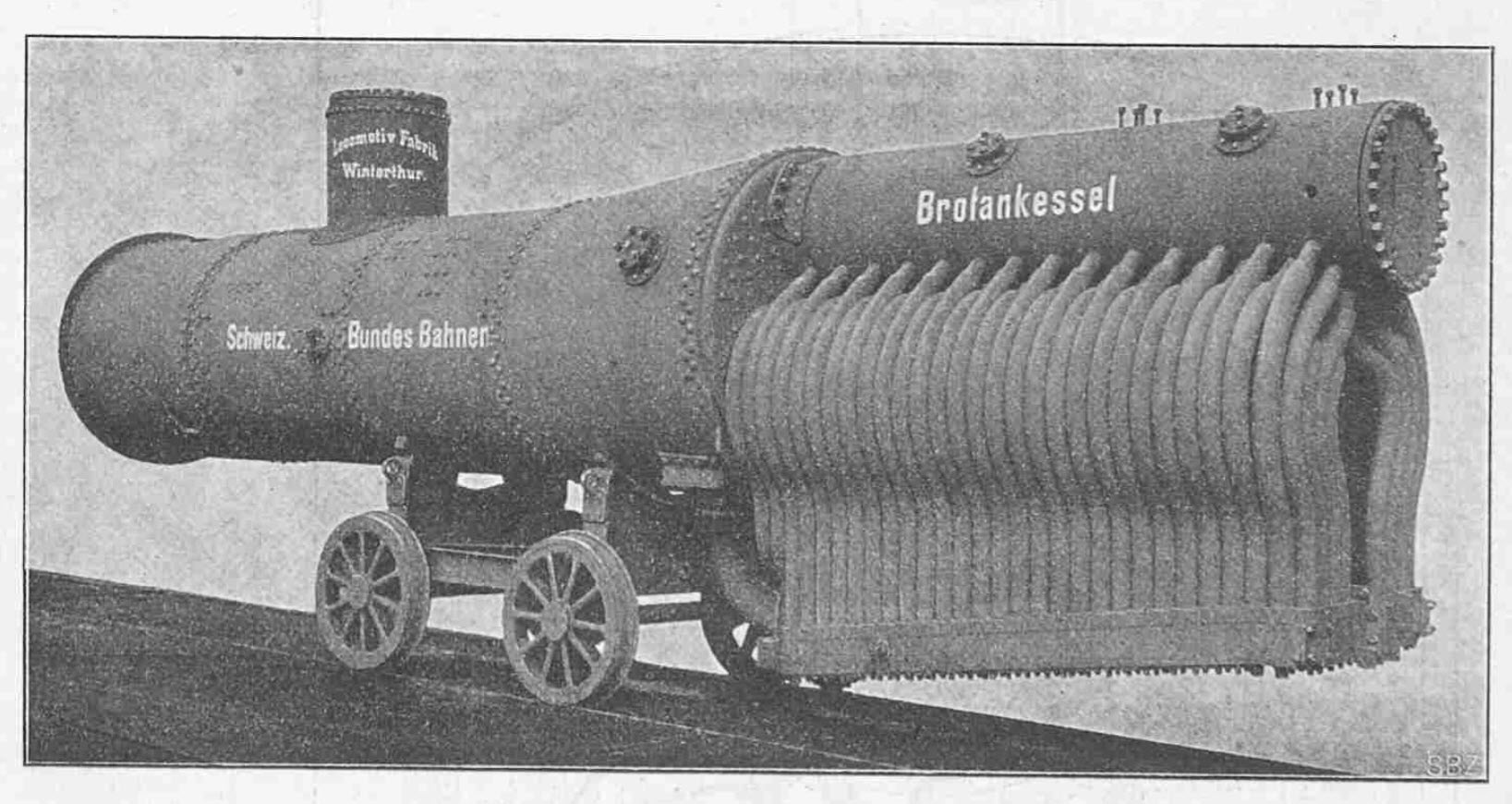
Brotankessel der SBB-Lokomotive A 3/5 652. Rechts ist die Feuerbüchse mit den Wasserrohrwänden zu sehen.